# سيارا هورن
سيارا هورن (بالإنجليزية: Ciara Horne) (و. 1989  م) هي دراجة من جمهورية أيرلندا، والمملكة المتحدة، شاركت في ركوب الدراجات في الألعاب الأولمبية الصيفية 2016، ودورة ألعاب الكومنولث 2014.

## التعليم
تعلمت في جامعة برمنغهام.

## روابط خارجية
- سيارا هورن على موقع أرشيف الدراجات (الإنجليزية)
- سيارا هورن على موقع إحصائيات الدراجات الإحترافية (الإنجليزية)
- سيارا هورن على موقع CycleBase (الإنجليزية)
- سيارا هورن على موقع اتحاد الترياتلون الدولي (الإنجليزية)
- سيارا هورن على موقع اللجنة الأولمبية الدولية (الإنجليزية)
- سيارا هورن على موقع أوليمبيديا (الإنجليزية)
- سيارا هورن على موقع اتحاد ألعاب الكومنولث (مؤرشف) (الإنجليزية)